# Conus turritus
Conus turritus é uma espécie de gastrópode do gênero Conus, pertencente à família Conidae.